# 坪井透
坪井 透（つぼい とおる、1950年（昭和25年）2月7日 - ）は、日本の政治家。元茨城県かすみがうら市長（通算3期）、元茨城県議会議員（1期）、元千代田町議会議員（2期）。

## 来歴
茨城県新治郡千代田村下稲吉（現在のかすみがうら市下稲吉）に生まれる。1962年、千代田村立下稲吉小学校卒業。中学校に関して、本人や本人公式サイト 及び支援団体は「1965年、千代田村立下稲吉中学校卒業」と公表しているが、下稲吉中学校は1981年4月の開校であり坪井の年齢で同中学校は存在しておらず「下稲吉中学校卒業」とは正確性がなく在り得ない経歴であり、2014年と2018年の2度とも選挙後に至って市民に向けて訂正告知がない。高校については1968年3月、茨城県立石岡第一高等学校園芸科卒業。高校卒業後は農業に従事。しかし流通の問題で十分な所得が得られないことから、農産品の加工・直販・出荷センター「マルツボ」を20歳代半ばで立ち上げた。
- 1995年（平成7年）、千代田町議会議員選挙に初当選。1999年（平成11年）、再選。
- 2002年（平成14年）12月8日に行われた茨城県議会議員選挙に無所属で出馬し初当選（就任日は翌2003年1月8日）[6]。
- 2006年（平成18年）7月16日告示、7月23日執行のかすみがうら市長選挙に自民党・公明党の推薦を受けて出馬し、無投票により初当選した[7]。
- 2010年（平成22年）7月11日に行われた市長選で宮嶋光昭に276票の差で落選（宮嶋：12,051票、坪井：11,775票）[8]。
- 2014年（平成26年）7月13日に行われた市長選で、現職の宮嶋光昭との一騎討ちを制し、2度目の当選（坪井：11,273票、宮嶋：10,076票）。
- 2018年（平成30年）7月8日に行われた市長選で、前回戦った宮嶋光昭の婿養子である宮嶋謙との一騎打ちを制し3度目の当選（坪井：10,840票、宮嶋：8,550票）[9]。
- 2022年4月、同年7月の市長選挙に立候補せず退任を表明[10]。

## 2018年市長選での公約
- 千代田地区と霞ケ浦地区を結ぶ東西縦貫道路の整備。
- 石岡市と連携し、広域緊急道路整備に取り組む。
- 常磐道の千代田石岡インターチェンジ周辺の土地利用を進め、企業誘致を積極的に進め雇用機会の安定化。
- 市内に常磐道のスマートインターチェンジを整備し産業振興、地域の活性化、利便性の向上。
- 神立地域（土浦市）と一体となり、市の街づくりに取り組む。
- 中心市街地に行政機能・図書機能の整備を進める。
- 神立駅周辺から中心市街地全体の活性化を図り賑わい創出をめざす。
- 歩崎公園周辺に体験・滞在型観光をめざす。
- 土浦市と連携し、遊覧サイクルージング事業に取り組む。
- 国選定民俗文化財となった観光帆引き船、帆引き網漁法の継続に取り組む。
- 果樹のふるさと再興に取り組む。
- 霞ヶ浦りんりんロードや歩崎公園周辺の水辺環境を活用した「観光・スポーツ」に取り組む。
- かすみがうらブランドづくり助成金を創設。
- 公共交通、観光、まちづくりなど広域連携を実現。
- 共通課題に広域圏で取り組み効率化アップ。
- 高い行財政能力、市民サービス、魅力的まちづくりの実現。
- 市町村合併並びに定住自立圏へ取り組む。

## 妻の納税問題
坪井が経営する農事組合法人マルツボは、第一期目の市長に就任するにあたり、市長職と自己の会社経営の兼務は禁止されていたこともあり、妻である坪井あや子が経営職に就いている。しかし、交代後にマルツボは「脱税」が公表されて、水戸地検に検挙される。2012年7月4日、水戸地方裁判所土浦支部において、マルツボに罰金600万円、被告のあや子に懲役10カ月、執行猶予3年の有罪判決を言い渡した。裁判長は判決理由で「被告人個人の納税意識の欠如だけでなく、親族経営にかかわる法人の経営のあり方や、その体質全般に根ざした病理とも評されて然るべき犯行」と指摘した。判決などによると、同法人は2007年7月から2010年6月の間、売り上げの一部を除外して申告し、計約2,400万円を脱税した。あや子は水戸地裁土浦支部で「悪質極まりない行為」との判決を受け、東京高裁に上告することなく判決を受け入れた。なお、透が2期目の選挙に出馬し当選した2014年7月当時は、あや子はまだ執行猶予期間中での当選であった。

## 市政に関して

### 議員報酬増額
第一期市長時代（2006年7月 - 2010年7月）、市議会議員選挙（2007年1月）後、間もなく市議会議員の報酬を11万円の大幅増額を提案するが、一般市民からの激しい怒りを受け、日本テレビやテレビ朝日の番組でも話題になり、余儀なく撤回する。

### 庁舎前の看板
- 市役所庁舎前（千代田地区・霞ヶ浦地区の2つの庁舎とも）には、坪井の宣言である「交通安全宣言の街　かすみがうら市」と書かれた看板が立っている。
- 数メートル離れた位置には前市長の宮嶋光昭の宣言である「非核・脱原発・平和宣言都市　かすみがうら市」と書かれた、色・大きさとも違う看板も立っている。
- 第二期市長時代（2014年7月 - ）の議会において、議員から「坪井市長の宣言は『交通安全宣言都市』であるが、近くには前市長の宣言の看板も立っている。坪井市長の思想とは違う内容の看板なのだから撤去しないのですか?」との質問に対し、坪井は「あちらの看板もせっかく立てて、取り外すのはもったいないので、そのまま付けておきましょう」と答弁した。

### 市長在職中の市職員飲酒事件
- 2017年（平成29年）1月23日、かすみがうら市消防本部は消防本部予防課の35歳の男性消防士長が、道交法違反（酒気帯び運転）容疑で摘発されたと明らかにした。処分する方針[13][14] 。
- 2017年（平成29年）10月28日、かすみがうら市職員、酒気帯び運転で摘発。かすみがうら市は 27日、社会福祉課の47歳の男性課長補佐が道交法違反(酒気帯び運転)で石岡警察署に摘発されたと発表した[15][16]。

### 「政治倫理条例」制定要望への対応
任期中、複数回の議会にわたり、議員から「政治倫理条例の制定」の要望を受けるが、その都度、嫌がって避けている。2017年（平成29年）6月8日の定例議会にて、かすみがうら市議が坪井に答弁を求める。
市議 「土浦市、石岡市、つくば市では既に制定されている市長等政治倫理条例の忌避理由は何か?（市長が制定を嫌がって避ける理由は何か?）」「政治倫理条例制定の二元代表制における市長等特別職の責務について、市長等特別職政治倫理条例の提案環境整備とは何か?」と坪井透市長に答弁を求る。
坪井 「条例を提案するには、各分野において共通の高い倫理観が必要を思われます。今後も、各分野の状況把握に努めて参ります、ご理解の程お願いいたします。」との答弁にとどまる。　